# De man in de wolken
De man in de wolken is een album uit 1991 van Harrie Jekkers. Het album was bedoeld als een soort samenvatting van de cabaretvoorstelling Twee maal drie kwartier van Harrie Jekkers, Léon Smit en Chris Prins.

## Musici
- Harrie Jekkers (zang, gitaar)
- Léon Smit (toetsen)
- Chris Prins (basgitaar)
- Ton Scherpenzeel (toetsen, accordeon)
- Mark Stoop (slagwerk)

## Tracks
| Nr. | Titel                     | Duur |                                                                             |
| --- | ------------------------- | ---- | --------------------------------------------------------------------------- |
| 1.  | De wonderen               | 3:09 | Tekst: Harrie Jekkers & Koos Meinderts / Muziek: Harrie Jekkers & Léon Smit |
| 2.  | Het schaakspel            | 5:27 | Tekst: Harrie Jekkers / Muziek: Léon Smit                                   |
| 3.  | Intensive care            | 2:03 | Tekst & Muziek: Harrie Jekkers                                              |
| 4.  | Terug bij af              | 4:11 | Tekst: Harrie Jekkers & Koos Meinderts / Muziek: Harrie Jekkers             |
| 5.  | Kunst aan de muur         | 2:42 | Tekst: Harrie Jekkers & Koos Meinderts / Muziek: Harrie Jekkers             |
| 6.  | Jan Willem                | 2:23 | Tekst & Muziek: Harrie Jekkers                                              |
| 7.  | De man in de wolken       | 7:30 | Tekst: Harrie Jekkers & Koos Meinderts / Muziek: Ton Scherpenzeel           |
| 8.  | Zonsondergangen           | 2:33 | Tekst: Harrie Jekkers & Koos Meinderts / Muziek: Harrie Jekkers             |
| 9.  | Marianne                  | 3:57 | Tekst & Muziek: Harrie Jekkers                                              |
| 10. | Treinen                   | 2:27 | Tekst & Muziek: Jeroen van Merwijk                                          |
| 11. | Orkanen                   | 3:20 | Tekst: Harrie Jekkers & Koos Meinderts / Muziek: Harrie Jekkers             |
| 12. | De eekhoorn en de eend    | 3:56 | Tekst: Harrie Jekkers / Muziek: Léon Smit                                   |
| 13. | De straatnaambordjesblues | 3:06 | Tekst: Harrie Jekkers & Jeroen van Merwijk / Muziek: Harrie Jekkers         |

De arrangementen zijn van Ton Scherpenzeel en Léon Smit.

## Singles
Het lied Terug bij af verscheen ook op single, met al B-kant Orkanen.

## De man in de wolken
Koos Meinderts vertelt op zijn website dat hij het verhaal van de man in de wolken verzon toen hij een aflevering van Tussen kunst & kitsch keek, waar een vrouw enthousiast vertelde over de klok die ze had meegenomen. Ze vertelde dat de klok een deurtje had waarachter ze voor haar kleinkinderen altijd snoep verstopte, en dat de kleinkinderen briefjes voor hun oma daar verstopten. De kleinkinderen mochten met de klok spelen als ze dat maar voorzichtig deden, en dat deden de kleinkinderen ook, uit liefde voor hun oma. Zij hield immers veel van de klok. De klok bleek, volgens de deskundigen van Tussen kunst & kitsch een zeldzaam antieke klok te zijn die ontiegelijk veel geld waard was. De vrouw keek verschrikt in de camera, en Koos Meinderts bedacht dat het beter was geweest dat ze nooit naar de waarde van de klok gevraagd had. Nu was het immers haar klok niet meer, nu moest ze het verzekeren, buiten het zicht houden en uiteraard buiten het bereik van haar kleinkinderen.
Als Koos Meinderts een paar dagen later op vakantie is in Deinze, wil hij een verhaal schrijven over die vrouw met haar klok. Het moet een prentenboek worden met illustraties van zijn vrouw Annette Fienig. Van de vrouw maakt Meinderts een man en van de klok een schilderij. Hij deelt het verhaal op in vijf gebeurtenissen, vergelijkbaar met de vijf bedrijven van het klassieke toneel. Het blijft echter slechts bij enkele aantekeningen, omdat Meinderts het druk heeft met het kinderboek Het raadsel van de rode draad en het boek voor volwassenen: Kunst met peren, samen met Harrie Jekkers.
Jaren later is Koos Meinderts met zijn vrouw en zijn zoon en zijn vriend Harrie Jekkers in Duntulm, Schotland om daar met Jekkers te werken aan zijn nieuwe cabaretvoorstelling. Meinderts vertelt Jekkers over de man met zijn schilderij. Harrie Jekkers is meteen enthousiast over het verhaal en hij ziet er een lang verhalend lied in voor de voorstelling, een beetje zoals De ballade van de dood. Jekkers en Meinderts schreven de tekst die later op muziek gezet werd door Ton Scherpenzeel. 